# Lela Lombardi
Maria Gracija "Lela" Lombardi (26. mart 1941 - 3. mart 1992) je bila italijanski trkački vozač. Učestvovala je u 17 trka Formule 1. Jedna je od dve žene koje su se kvalifikovale za učešće u trci Formule 1 i jedina je žena koja je osvojila poene u Formuli 1. Odrasla je u Italiji, a interesovanje za trkanje je razvila vozeći kombi za porodični posao. Posle početka u kartingu i kasnijeg prelazka u Formulu Monca i Formulu 3, Lombardi je napredovala kroz sve juniorske kategorije dok nije stigla do Formule 1. Ona je jedina žena u istoriji sporta koja je osvojila poene, osvojivši pola poena na Velikoj nagradi Španije 1975. godine. Imala je bogatu trkačku karijeru i pored Formule 1. Bila je prva žena koja se kvalifikovala i završila Trku šampiona na stazi Brends Heč i trkala se u sportskim kolima. Osvojila je 6 sati Perguze i 6 sati Valelunge. Njena životna priča je uticala na generacije vozača, a njeno iskustvo je oblikovalo učešće žena u trkama i način na koji ljudi doživljavaju žene u trkačkoj industriji.

## Mladost
Lombardi je rođena u Frugarolu, malom gradu u Italiji. Njen otac je bio mesar, za kojeg je radila kao dostavljač hrane za porodičnu radnju. U početku, Lombardijin otac je teško prihvatio njenu strast za trkanje, ali ju je prihvatio kada je završila kao drugoplasirana na trci 1968. godine.  Lela Lombardi je takođe bila jedna od prvih žena trkača koja je bila u istopolnom odnosu. Lombardi je umrla od raka dojke u Milanu, 3. marta 1992. u svojoj 50. godini. Nadživela ju je njena partnerka Fiorenca. Podignuta joj je spomen statua u njenom rodnom mestu, Frugarolu.

## Karijera

### Formula 1
Posle kratkog učešča u kartingu tokom detinjstva, Lombardi je kupila svoj prvi auto u 1965, koji je vozila u Formuli Monca. Prešla je da vozi u Formuli 3 1968. Godine 1974. je potpisala ugovor da vozi za Šelsport-Luksemburg Lola u F5000, gde je završila na četvrtom mestu. U početku, želela je da se kvalifikuje za Formulu 1 sa Brabamom, ali nije uspela. Te zime je upoznala grofa Vitorija Zanona, koji joj je sponzorisao ulazak u Formulu 1. Godine 1975, Lombardi je pozvana da se, zajedno sa Vitoriom Brambilom i Hans-Joakimom Strakom, takmiči za Marč Enginiring, gde je vozila celu sezonu. Na prvoj trci sezone u Južnoj Africi, Lombardi je postala prva žena koja se kvalifikovala za trku Formule 1 od Marije Tereze de Filips, koja je to učinila 1958. godine. Sezona 1975. će se pokazati kao uzbudljiva za Marč tim, jer je Lombardi osvojila bod na Velikoj nagradi Španije. Međutim, trka se završila tragično kada je zadnje krilo Rolfa Stromelena otpalo sa njegovog Embasi Hila, što ga je poslalo u barijeru. Pet gledalaca je ubio Stromelenov leteći automobil. Trka se nastavila još četiri kruga, posle kojih je Lombardi osvojila šesto mesto. S obzirom da je trka zaustavljena pre nego što je odveženo tri četvrtine predviđene trke, dodeljeno je samo pola poena. Osim ove trke, Lombardi je uspešno nastupala i na drugim trkama, uključujući Veliku nagradu Nemačke na Nirburgringu, gde je završila sedma.
Godine 1976. Lombardi je vozila u Marč Enginiringu zajedno sa Brambilom i Stakom. Završila je 14. na Velikoj nagradi Brazila te godine, a potom je tim odlučio da je zameni Ronijem Pitersonom. Nakratko je prešla u RAM Racing, gde je njen najbolji rezultat bilo 12. mesto na Velikoj nagradi Austrije.

### Trka šampiona
Godine 1974. Lombardi je bila prva žena koja se kvalifikovala i takmičila na Trci šampiona u Brends Heču. Trkala se u Lola-Ševroletu i završila na 14. mestu. Na takmičenju iz 1975. ponovo je uspela da se kvalifikuje i takmiči sa Marč-Fordom,ali je odustala posle 20 krugova.

### Sportski automobili
Lombardi se kasnije trkala u sportskim automobilima. Godine 1979. osvojila je 6 sati Perguze i 6 sati Valelunge. Takođe se četiri puta takmičila na 24 sata Le Mana, gde je 1976. završila na 20. mestu takmičeći se za Lančia Stratos Turbo.
Lombardi je takođe učestvovala u trci Firecracker 400 NASCAR na Međunarodnoj stazi u Dejtoni 1977. Na stazi su bile još dve vozačice: Amerikanka Dženet Gatri i Belgijanka Kristin Bekers. Lombardi je završila kao 31.
Lombardi se povukla iz trka 1988. Godine 1989. osnovala je sopstveni trkački tim, Lombardi Autosport.

## Nasleđe
Trkačka karijera Lele Lombardi je uticala na percepciju narednih generacija na žene u trkama. Lombardi se smatra pionirom Formule 1, jer su posle nje žene sve više učestvovale u Formuli 1 u raznim sferama, ne samo u vožnji. Prema Multimedijalnoj enciklopediji žena u današnjem svetu, zbog Lele Lombardi, ima više žena uključenih u druge aspekte Formule 1, posebno u „tradicionalno ženskim“ poslovima, kao što je modeling. Lombardi se takođe koristi kao jedna od referentnih tačaka za žene u trkama. Novinar Fil Paš izveštava da, iako je Lombardi gledala na trke kao na muški sport, ona je sve jedno uspela pomoću svog "takmičarskog duha". Među ostalima koji komentarišu efekte Lombardijinog nasleđa je i Met Majendi, koji piše o Džejmi Čedvik. Čedvik tvrdi da je za žene koje ulaze u Formulu 1 2022. finansijska podrška veća prepreka od pola. Majendi to argumentuje navodeći Lombardi kao primer žene, koja je uprkos svom polu uspešno ušla u Formulu jedan. Ova potreba za finansijskom podrškom se suzbijava usponom W-serije, koja je počela u oktobru 2018. godine. W-serija je žensko trkačko prvenstvo, koje eliminiše finansijske barijere i daje jednake mogućnosti takmičarkama. Kao primer uspešnih žena koje proizvodi Formula 1, Lombardi je zaslužna što je Formulu 1 učinila dostupnom ženama.